# Órbita cementerio
La órbita cementerio es una zona orbital por encima de la geoestacionaria
donde se colocan algunos de los satélites artificiales al final de su vida operacional para disminuir la probabilidad de colisiones con otros satélites operacionales y evitar que se genere basura espacial cerca del cielo terrestre.
Para los satélites en órbita geoestacionaria y en órbita geosíncrona, la órbita cementerio estaría unos pocos cientos de kilómetros sobre la órbita operacional. La transferencia a la cementerio desde la geoestacionaria sin embargo requiere una cantidad de combustible tal como la que necesitaría durante aproximadamente tres meses para el mantenimiento de su posición en estación. También se requiere un control fiable de la orientación durante la maniobra de la transferencia. Mientras que la mayoría de los operadores basados en los satélites intentan realizar tal maniobra en el final de la vida operacional la mayoría no tienen éxito al hacerlo.
Esta órbita se utiliza pues el incremento de velocidad, delta-v, requerido para realizar una maniobra para reentrar en la Tierra es demasiado alto. El desorbitar un satélite geoestacionario requeriría un delta-v de cerca de 1.500 m/s mientras que el elevarlo a la órbita cementerio requeriría cerca de 11 m/s, por lo que se requiere mucho menos combustible a bordo del satélite.

## Altitud
Según el Comité de coordinación de la basura espacial Inter-Agencias (IADC) la altitud mínima del perigeo 
{\displaystyle \Delta {H}\,} sobre la órbita geoestacionaria debe ser:
{\displaystyle \Delta {H}=235{\mbox{ km}}+\left(1000C_{R}{\frac {A}{m}}\right){\mbox{ km}}}
donde {\displaystyle C_{R}\,} es el coeficiente de la presión de radiación solar (típicamente entre 1.2 y 1.5) y {\displaystyle {\frac {A}{m}}\,} es la relación entre el área expuesta m² y la masa kg del satélite. Este fórmula incluye cerca de 200 km para permitir maniobras en la órbita geostacionaria sin interferencias con la órbita cementerio. Otra tolerancia de 35 kilómetros debe permitirse para los efectos de perturbaciones gravitacionales (sobre todo solar y lunar). La parte restante de la ecuación considera los efectos de la presión solar de la radiación, que depende de los parámetros físicos del satélite.

## Recomendaciones e inconvenientes de su uso
En los Estados Unidos, se requiere que todos los satélites geoestacionarios lanzados después del 18 de marzo de 2002, se trasladen a la  órbita cementerio al final de su vida operacional. Las regulaciones dadas requieren un alza, {\displaystyle \Delta {H}}, de ~300 kilómetros. 
El Comité Internacional de Coordinación de Escombros Espaciales (IADC, por sus siglas en inglés) recomienda trasladar a la órbita cementerio los aparatos fuera de uso para evitar colisiones como la de 2009, cuando un satélite ruso inactivo, el Cosmos 2251, de más de 861 kilos, chocó contra otro estadounidense de más de 500 kilos, el Iridium 33, generando miles de desechos en el espacio.
La solución para los satélites que operan en las órbitas cercanas al planeta (entre 800 y 1000 kilómetros) es ralentizarlos para que se caigan y se quemen en la atmósfera. Pero en el caso de los aparatos que se encuentran en las órbitas más lejanas se gasta menos combustible para elevarlos hasta el cementerio que para bajarlos a la Tierra. Sin embargo menos de la mitad de los operadores logra trasladar sus satélites muertos a la zona, según estimaciones del IADC. Los que sí llegan al cementerio pueden aguantar hasta 200 años antes de perder altitud.
Existe consenso entre los expertos en que el cementerio no es una solución definitiva. Según Armel Kerrest, vicepresidente del Centro Europeo de Derecho del Espacio de la Agencia Europea del Espacio (ESA).

Es una medida que solo posterga el problema y no resulta efectiva del todo, ya que hay otros trozos, algunos del tamaño de una bala, que se mueven a una enorme velocidad y representan mayor riesgo para las misiones espaciales

Si se continúan posicionando objetos indefinidamente en esta órbita, podría alcanzarse un punto en el que la probabilidad de colisión fuera alta, creándose un nuevo campo de basura espacial que podría intersecar la órbita geoestacionaria y afectar a los satélites de telecomunicación.